# Gualchos
Gualchos è un comune spagnolo di 2 759 abitanti situato nella comunità autonoma dell'Andalusia.